# ألان كلارك (موسيقي)
ألان كلارك (بالإنجليزية: Alan Clark) هو عازف قيثارة وموسيقي بريطاني، ولد في 5 مارس 1952 في غريت لوملي في المملكة المتحدة.

## وصلات خارجية
- الموقع الرسمي
- ألان كلارك على موقع IMDb (الإنجليزية)
- ألان كلارك على موقع ميوزك برينز (الإنجليزية)
- ألان كلارك على موقع أول ميوزيك (الإنجليزية)
- ألان كلارك على موقع ديسكوغز (الإنجليزية)
- ألان كلارك على موقع قاعدة بيانات الفيلم (الإنجليزية)